# Едмон Луашо
Едмон Луашо (фр. Edmond Loichot) — швейцарський футболіст, що грав на позиції півзахисника за клуби «Уранія Женева Спорт» та «Серветт», а також національну збірну Швейцарії.
Володар Кубка Швейцарії, дворазовий чемпіон Швейцарії.

## Клубна кар'єра
Грав за команду «Уранія Женева Спорт», що переживала період найбільших досягнень у своїй історії. В 1929 році став з командою володарем Кубка Швейцарії. У фіналі «Уранія» перемогла «Янг Бойз» з рахунком 1:0. У тому ж році клуб став переможцем Західної ліги чемпіонату Швейцарії і вперше пробився до фінального турніру, де став третім серед трьох команд. У 1931 році «Уранія» виграла Західну лігу чемпіонату Швейцарії і знову пробилась у фінальний турнір. Команда стала другою у міні-турнірі для шести учасників, що є найвищим її результатом за всі роки виступів у вищому дивізіоні національної першості. Втретє за чотири роки «Уранія» пробилась у фінальний турнір в наступному сезоні. Цього разу потрапити в трійку призерів чемпіонату не вдалося — четверте місце. Також у 1932 році клуб вийшов у фінал Кубка Швейцарії, де поступився «Грассгопперу» з рахунком 1:5.
Ще одним значним успіхом «Уранії» цього періоду стала перемога в представницькому Міжнародному турнірі до колоніальної виставки, що відбувся влітку 1931 року в Парижі. В чвертьфіналі швейцарський клуб з рахунком 3:0 обіграв одного з двох господарів змагань — паризький «Расінг». Далі команда з однаковим рахунком 2:1 обіграла головних фаворитів змагань - австрійську «Вієнну» у півфіналі і чехословацьку «Славію» у фіналі.
1932 року перейшов до клубу «Серветт», за який відіграв 3 сезони. Грав у команді під керівництвом відомого австрійського наставника Карла Раппана, що саме у той час робив свої перші кроки в тренерській діяльності. В 1933 році «Серветт» став переможцем останнього розіграшу чемпіонату Швейцарії, що проводився за схемою, коли команди ділились на регіональні групи. В сезоні 1933-34 була утворена єдина національна  ліга, яку також виграв «Серветт». В тому ж році клуб вийшов у фінал Кубка Швейцарії. З Едмоном у складі «Серветт» у фіналі програв з рахунком 0:2 «Грассгопперу». Завершив професійну кар'єру футболіста виступами за команду «Серветт» у 1935 році.

## Виступи за збірну
1930 року дебютував в офіційних матчах у складі національної збірної Швейцарії. Протягом кар'єри у національній команді, яка тривала 5 років, провів у її формі 5 матчів.
Був присутній в заявці збірної на чемпіонаті світу 1934 року в Італії, але на поле не виходив.

## Титули і досягнення
- Чемпіон Швейцарії (2):

«Серветт»: 1932-1933, 1933-1934
- Володар Кубка Швейцарії (1):

«Уранія Женева Спорт»: 1928–1929
- Переможець турніру ЕКСПО (1):

«Уранія Женева Спорт»: 1931